# Літературна премія імені Платона Воронька
Літературна премія імені Платона Воронька — українська щорічна літературна премія Національної спілки письменників України в царині літератури для дітей.

## Історія
Премія встановлена в 2018 році, названа на честь видатного дитячого письменника Платона Воронька.
Її присуджують в номінаціях:
- краща поетична книжка для дітей українською мовою
- краща прозова книжка для дітей українською мовою.

Лауреатам премії вручається диплом і грошова винагорода.
Подання на премію приймаються від творчих спілок, літературно-мистецьких об'єднань, культурно-просвітницьких та видавничих організацій.
Присудження до 2023 було 19 грудня, в день проведення традиційного свята Творчого об'єднання дитячих письменників «Літературна резиденція святого Миколая» в Національному музеї літератури України.
У грудні 2023 секретаріат НСПУ ухвалив зміни в Положенні премії, нагородження перенесли на 6 грудня; подання на премію встановили з 15 жовтня по 15 листопада.

## Журі
У грудні 2023 секретаріат Національної спілки письменників України затвердив оновлений склад журі премії. До журі увійшли:
- Зірка Мензатюк,
- Наталія Богданець-Білоскаленко,
- Сашко Дерманський,
- Катерина Міщук,
- Леся Воронина,
- Анатолій Качан,
- Тетяна Череп-Пероганич,
- Катерина Штанко,
- Світлана Кас'яненко.

Головою журі премії була Тамара Коломієць (1935—2023).

## Лауреати

### 2023
- В номінації «Поезія» здобула перемогу Любов Шостак за книжку «Про цікаве навкруги : в акровіршах та загадках-добавлянках».[1]

### 2021 рік
- Володимир Вакуленко (посмертно).[2]

### 2020 рік
Номінація «Краща поетична книжка для дітей українською мовою»:
- Ніна Гаврилюк — за книжку віршів «В щедрім лісі виріс гриб».

Номінація «Краща прозова книжка для дітей українською мовою»:
- Лариса Ніцой — за книжку «Навіщо песикові гавкати».[3]

### 2019 рік
Номінація «Краща поетична книжка для дітей українською мовою»:
- Леся Пронь — за книгу «Чути дзвоники святкові».

Номінація «Краща прозова книжка для дітей українською мовою»:
- Леся Мовчун — за книгу «Рожевий записник детектива Стасика».[4]

### 2018 рік
- Анатолій Григорук за книгу «Перша доріжка в небо» (видавництво «Час майстрів»).[5]